# Pozo Colorado
Pozo Colorado é uma cidade do Paraguai, departamento Presidente Hayes, na região ocidental do país. Está a 268 km de Assunção e tem uma população de 17 727 habitantes. A sua economia é baseado na pecuária.